# تل تعنك
تل تعنك عبارة عن تل ومدينة كنعانية عربية ثم إسلامية لاحقا، يقع المعلم الأثري على تل تعنك الكائن في الطرف الشمالي الغربي لقرية تعنك الحالية وتبعد 8 كم تقريباً شمال غرب مدينة جنين في الضفة الغربية شمال فلسطين. بلغ عدد سكانها حسب إحصاء عام 2008 حوالي 1200 نسمة، وتبلغ مساحتها حوالي 1 كم مربع، يوجد في سفح التلة عدة آثار باقية ومنها الحمامات التي بناها الرومان والقصر الفاطمي الذي بني في القرن الحادي عشر.

## التاريخ
يقع حوالي 8 كيلو متر إلى الجنوب الشرقي من تل المتسلم. تبلغ مساحته حوالي 4.5 هكتار. كان التل مأهولاً بالسكان خلال المرحلتين الثانية والثالثة من العصر البرونزي القديم، ومحصناً في المرحلة الثالثة.يوجد في التل العديد من الاثار من العهد الكنعاني ويوجد حمامات رومانية موجودة في سفح التل. كما يوجد اثار مقبرة اسلامية تعود للفتوحات الإسلامية لفلسطين. يوجد في التل بقايا قصر عباسي حيث كان لقائد الشرطة قصر هناك. قامت بعثة ألمانية بعمل دراسة عن التل عام 1904 م بقيادة العالم الألماني سيلين. عندما وقعت الضفة تحت حكم الأردن من عام 1948-1967 م قام الجيش الأردني بوضع معسكره هناك وما زالت غرف الجيش موجودة لحد الآن في التل وكذلك الخنادق التي حفروها. قامت المدرسة الأمريكية عام 1960 بارسال طلابها لعمل دراسات عن التل. كما وقام مجموعة من طلاب جامعة بيرزيت عام 1989 بعمل مشروع تخرجهم عن تل تعنك.